# Can Llorens
Can Llorens o Casa llorenç és un edifici del municipi de la Garriga (Vallès Oriental) inclòs en l'Inventari del Patrimoni Arquitectònic de Catalunya.

## Descripció
És un habitatge unifamiliar aïllat que consta de planta baixa, pis i torreta amb mirador. La totalitat de les parets són de la maçoneria ordinària. Les obertures estan encerclades amb obra vista amb escalonat amb llinda. Les arestes de les cantonades són també d'obra vista. La coberta està rematada per una torreta. La imbricació perimetral de les teules és transformada en un ràfec al llarg del balcó, aquest, està suportat per dues cartel·les que a la vegada emmarquen la porta principal. La volta està revestida de trencadís de color verd i blanc. La paret de més a prop és de maçoneria ordinària en el sòcol i pilastres. El reixat és de fusta.

## Història
Destaca com a element singular el que la totalitat dels murs siguin de maçoneria ordinària. En el plafó ceràmic de trencadís hi ha la inscripció: "ANY 1907", limitat aquest per dos pinacles ceràmics.